# Roodt-sur-Eisch
Pour les articles homonymes, voir Roodt.
Roodt-sur-Eisch (luxembourgeois : Rued, allemand : Roodt-Eisch) est une section de la commune luxembourgeoise de Habscht située dans le canton de Capellen.

## Géographie
Le village est situé dans la vallée de l’Eisch, un affluent de l’Alzette.